# Logilo
Logilo est un disc jockey, compositeur et producteur de hip-hop français. Il est le fondateur et directeur de son propre label discographique, Logilo Productions. Logilo est également ingénieur du son et réalise de nombreux mixes et masterings depuis le début des années 2000 pour divers labels, DJs et artistes indépendants.

## Biographie

### Années 1990
Logilo devient vice-champion de France de DJ DMC en 1988. Il crée ses premières démos la même année, avec la société Agency Services. En parallèle, il mixe dans de nombreux clubs depuis 1987 localement et à l'international. Lors d'un entretien en 2011, Logilo confie concernant ses débuts de carrière : « Depuis tout môme j'ai toujours écouté énormément de funk de soul, alors naturellement je suis devenu DJ. J'ai appris à mixer et rapidement avec mes potes nous avons commencé à organiser nos propres soirées. J'ai rapidement professionnalisé ma démarche d'abord avec Agency à Montreuil en 1987… On enchainait les soirées! »
En 1991, Logilo fonde, aux côtés d'Obiwan, Zoxea, Dany Dan, et Melopheelo, le groupe de rap Sages Poètes de la rue, et devient DJ et co-compositeur du groupe. Il y réalise entre 1993 et 1997 les deux premiers albums Qu'est-ce qui fait marcher les sages? avec Jimmy Jay, et Jusqu'à l'amour au label Edel Music. Selon le musicien Medi Med, Sages Poètes de la rue est « l’un des premiers groupes de rap français où ça scratchait beaucoup. »
En 1993, à la suite de la compilation Cool Sessions Volume 1, Logilo rejoint le label de Jimmy Jay. Il réalise par la suite de nombreuses compositions et réalisations pour Jimmy Jay Productions, notamment sur l'album Phénoménélik de Ménélik et sur les Cool Sessions 2 (sept titres) en 1995, ou encore le titre instrumental Lâche une verse sur la compilation Hip-Hop Non Stop. En 1995, il compose le titre L'NMIACCd'HTCK72KPDP de MC Solaar sur l'album Prose combat. En 1996, il réalise l'album de Moda et Dan Thèse anti-thèse, et en 1998, l'album Juste pour l'amour du hip-hop,. Les quatre volumes des Logilo Mixtapes sont publiés entre 1996 et 1998. Entre 1996 et 1999, Logilo réalise de nombreux instrumentaux ou remixes pour divers rappeurs comme Fabe, Koma, Les Rieurs, Kohndo, Sléo, Different Teep (avec 113), Lady Laistee. En 1997, il réalise l'album instrumental Streetly HipHop pour la société Koka-Média. Fin 1999, il publie le premier album éponyme du groupe Puzzle, salué par la critique (Lauréat du Fair 2000). 

### Années 2000 et 2010
Au début des années 2000, il travaille pour la télévision et la publicité (notamment pour la société Publicis), 
De 1997 à 2003, il anime une émission sur la radio Générations 88.2 intitulé Respect the Architect. En 2002, l'école de scratch Hypercut voit le jour, et dans le même temps sortent les albums Hypercut volumes 1 et 2. Il réalise également Épelle mon nom, le premier album du groupe Harcèlement Textuel. Il part en tournée en Espagne en 2004, et produira les titres Termes et Para los Mios pour le groupe Falsalarma. Il produit également le titre Sona el Alarma pour le groupe Huellas de barro. La même année il réalise la post-production son des 40 épisodes du programme intitulé Rue Brahi diffusé sur Canal J pour lequel il compose de nombreux inédits. 
En 2006 sort le second opus du groupe Puzzle : Viens m'chercher et en 2007, il retrouve DJ Khalid son coéquipier scénique avec qui il forme le duo Supersoul Brothers pour le premier volume de la mixtape du même nom. Depuis 2007, il propose ses services de manager et soutient différents jeunes artistes de la scène hip-hop française comme Sévère ou Bigflo et Oli. En 2009, avec Le Vrai Ben, il publie Suicide commercial. La même année il réalise les scratchs et signe la réalisation du maxi de Loréa J'veux des hits.
En 2012, la formation Logilo et les Supersoul Brothers publie 'It's Not a Problem. Après deux années de travail la formation est désormais composée de huit musiciens, d'un Mc (dadoo) et d'un chanteur (Charlie Chance) et se produit en concert depuis le printemps 2011. Logilo continue également ses sets solo et se produit en France et en Espagne très régulièrement. En février 2013, il joue avec les Supersoul Brothers et Orange Bud sur scène au Rio Concerts de Montauban.